# Carbasea macropora
Carbasea macropora är en mossdjursart som beskrevs av Hasenbank 1932. Carbasea macropora ingår i släktet Carbasea och familjen Flustridae. Inga underarter finns listade i Catalogue of Life.